# Rich Valley (Dakota del Sur)
Rich Valley es un territorio no organizado ubicado en el condado de Jones en el estado estadounidense de Dakota del Sur. En el Censo de 2010 tenía una población de 11 habitantes y una densidad poblacional de 0,09 personas por km².

## Geografía
Rich Valley se encuentra ubicado en las coordenadas 44°5′49″N 100°24′45″O / 44.09694, -100.41250. Según la Oficina del Censo de los Estados Unidos, Rich Valley tiene una superficie total de 126.73 km², de la cual 126.21 km² corresponden a tierra firme y (0.4%) 0.51 km² es agua.

## Demografía
Según el censo de 2010, había 11 personas residiendo en Rich Valley. La densidad de población era de 0,09 hab./km². De los 11 habitantes, Rich Valley estaba compuesto por el 100% blancos, el 0% eran afroamericanos, el 0% eran amerindios, el 0% eran asiáticos, el 0% eran isleños del Pacífico, el 0% eran de otras razas y el 0% pertenecían a dos o más razas. Del total de la población el 0% eran hispanos o latinos de cualquier raza.